# Zilpa
Zilpa (hebr. זִלְפָּה „Wiotczejąca”) – postać biblijna z Księgi Rodzaju. Niewolnica Lei, której została podarowana przez ojca w dniu zamążpójścia (Rdz 29,24). Została nałożnicą Jakuba, dając mu dwóch synów: Gada i Asera (Rdz 30,9-13).